# SEX
SEX ist ein 1992 erschienenes Buch der Künstlerin Madonna mit erotischen Fotografien von Steven Meisel. Es enthält Darstellungen von Softcore-Pornografie sowie sadomasochistische Praktiken. Für die Gestaltung war der Designer Glenn O’Brien zuständig. Die Texte wurden von Madonna verfasst.
Die Veröffentlichung des Buchs am 21. Oktober 1992 geschah zeitgleich mit der von Madonnas fünftem Studioalbum Erotica und sorgte für einen Skandal aufgrund seiner sexuell expliziten Fotos. Dennoch wurde das Buch weltweit mehr als 1,5 Millionen Mal verkauft und galt zu diesem Zeitpunkt als das erfolgreichste Coffee Table Book aller Zeiten.

## Das Buch
Das großformatige Buch hat einen spiralgebundenen Metalleinband aus gebürstetem Aluminium. In die Vorderseite ist der Titel „SEX“ eingeprägt, auf der Rückseite ist ein eingeklammertes „X“ ausgestanzt. Beigelegt ist eine CD mit einer unveröffentlichten Version von Erotica, namens Erotic. Dem Buch beigeheftet ist eine achtseitige Geschichte im Comic-Stil: Dita in The Chelsea Girl.
Verpackt wurde das Buch in einer silbernen Folie, auf der ein stilisiertes, hellblaues Bild von Madonna abgebildet ist. In Deutschland wurde das Buch vom Heyne Verlag veröffentlicht. Jedes Exemplar des Buches enthält auf der Rückseite des Einbandes eine eingestanzte limitierte Nummer. Das Buch war bereits kurz nach der Veröffentlichung im September 1992 weltweit ausverkauft – trotz eines Verkaufspreises von 99 DM.

### Vorgeschichte
Nachdem Madonna ihr weltweit gefeiertes Album Like a Prayer (1989) und die Welthits Vogue und Justify My Love (1990) veröffentlicht hatte, war sie auf dem ersten Zenit ihrer Karriere angelangt. Schon das Video zu Justify my Love zeigte in ästhetischer Form Madonnas Vision von Sex: In schwarzweißen Bildern tauscht sie Küsse und Berührungen mit Männern und Frauen aus, inszeniert in der Anonymität eines alten Hotels in Paris. Angedeutete Szenen um BDSM und One-Night-Stands steigerten die bisherigen erotischen Szenen, die Madonna in den Videos zu Open Your Heart und Express Yourself eher nur angedeutet hatte – was trotzdem für handfeste Skandale sorgte.
Zwei Jahre später war das Album Erotica fertiggestellt, als Madonna mit dem Fotografen Steven Meisel Ideen und Konzepte für Albumcover, Pressefotos und das neue Video besprach. Das Thema „Erotica“ sollte kontrovers und überraschend umgesetzt werden. Zudem war Madonna wegen der 1983/84 gegen ihren Willen veröffentlichten Aktbilder in Playboy und Penthouse verärgert. So entschied sie sich, die Massenmedien mit selbst inszenierten Nacktbildern zu versorgen.

### Inhalt
Der Bildband SEX war ein harter Kontrast zu den „geschmackvollen und künstlerischen“ Aufnahmen, die man von anderen Stars bislang kannte, die sich für Hochglanzmagazine wie den Playboy fotografieren ließen. Das Buch beginnt mit Madonnas Worten „Dies ist ein Buch über Sex. Sex ist nicht Liebe. Liebe ist nicht Sex. Aber es ist wie im siebten Himmel, wenn eines zum anderen kommt.“ Die Gestaltung des Buches ist kunstvoll „billig“ gestaltet. Typische Femdom-Posen nutzend, posiert Madonna lachend mit der Lederpeitsche, küsst ihren damaligen Liebhaber Tony Ward auf den nackten Hintern und lässt ihn ihre Schuhe ablecken.
Mit zwei Skinhead-Frauen simuliert sie in Leder Dominanzspiele mit Peitsche und Messer. Andere Bilder zeigen sie mit der Schauspielerin Isabella Rossellini, die einen Smoking trägt, und mit Naomi Campbell, mit der sie lesbische und bisexuelle Szenen spielt. Viele Bilder stellen Madonna bewusst in ungewöhnlichen Situationen dar: So sieht man sie in Lackstiefeln an einer hohen Mauer hängen, sie zündet sich nackt in der Hocke eine Zigarette an oder rangelt nackt mit einem Hund. Auf anderen Bildern beobachtet sie Helmut Berger und Udo Kier, die sich mit nackten Männern amüsieren: Er spielt den reifen Playboy, der sie küsst, beobachtet und im wahrsten Sinn an die Leine nimmt. Madonna mimt in abendlicher Garderobe und glamourösem Styling die Statistin, die den homoerotischen Szenen beiwohnt.
Madonna zeigt verschiedene Versionen von Sex, Leidenschaft und Erotik, aber auch Fotos, auf denen sie liegend an ihrem Daumen lutscht oder von Isabella Rossellini in die Arme genommen wird. Eins der bekanntesten Bilder zeigt Madonna nackt an einer Straße in Miami: Als Anhalterin steht sie am Straßenrand und streckt ihre Hand aus. Sie trägt nichts als ihre High-Heels und eine Handtasche. Im Schlusswort des Buches dankt Madonna den Bürgern von Miami, dass sie sie nicht überfahren haben, als sie nackt durch deren Straßen lief.
Zu den Bildern schrieb Madonna besondere Texte, oft in Brief- oder Tagebuchform. Sie beschreibt als ihr Alter Ego „Dita“ ihre Gefühle und Sehnsüchte und ihre Lust nach fantasievollem Sex. Die Briefe sind an fiktive Freunde wie beispielsweise Johnny gerichtet, dem sie sexuelle Spiele mit ihrer fiktiven Freundin Ingrid schildert.

### Darsteller
Neben Madonna und einigen unbekannten Models sind auch diverse bekannte Gesichter in dem Buch zu entdecken. So tauchen neben den oben erwähnten Künstlern auch Pornodarsteller Joey Stefano und die Rapper Big Daddy Kane und Vanilla Ice auf.

## Der ComicDita in The Chelsea Girl
Die eigenständige Geschichte im Trash-Stil der sechziger Jahre hat keine richtige Handlung, es ist viel mehr eine Aneinanderreihung erotischer und witziger Szenen. Madonna und ihre Freunde und vor allem ihre Liebhaber verleben einen Tag voll Sex, Eifersucht und Streitereien in der Kulisse eines heruntergekommenen Hotels. Das ist der Hintergrund für weitere freizügige Bilder, auf denen Madonna und die anderen Darsteller in Leder und Strapsen viel nackte Haut zeigen.
Madonna, die sich hier „Dita“ nennt (inspiriert durch den Vornamen der Stummfilm-Legende Dita Parlo), will mit diesem selbst kreierten Alter Ego ihre Sexualität ausleben. Im Gegensatz zu den Bildern des Hauptbuchs spielt sie hier noch offensichtlicher eine Rolle. Die Bilder sind in schwarzweiß gehalten, wirken billig und vor allem übertrieben gestellt. Wenn sie sich mit Gespielinnen streitet oder Liebhabern näher kommt, verharren die Akteure in gestellten Positionen – und Sprech- oder Denkblasen im Comicstil lassen die Szenen nicht nur erotisch, sondern auch komisch wirken.

## Die CD

SEX-Buch von Madonna; CD Erotic

Die CD enthält eine frühere Version von Madonnas Hitsingle Erotica (Platz 13 in Deutschland, Platz 3 in den USA und GB), der Vorabauskopplung des Albums mit gleichem Namen. Diese Version mit dem Namen „Erotic“ wirkt noch rauer und ungeschliffener, als die später mit Shep Pettibone produzierte und bekannte Version und enthält zusätzliche Textteile.

## Interessantes
- Während der Produktion des Buches wurden etliche Bilder gestohlen. Es wurde sogar das FBI eingeschaltet, um diese wiederzufinden. Im Buch dankt Madonna dem FBI.
- SEX verkaufte sich alleine in den USA am ersten Tag 150.000 Mal.
- In Japan wurde das Buch verboten. Die kontroversen Bilder verletzten die Gesetze der staatlichen Zensur – Madonna weigerte sich, die beanstandeten Stellen schwärzen zu lassen.
- Staatliche Büchereien in den USA mussten ihre Bestellungen stornieren, da ein Boykott der Gemeinden angedroht wurde.
- In Indien wurden Einfuhr und Verkauf bei Androhung von Konfiszierung verboten.
- In Frankreich führte eine katholische Gruppe zwei Prozesse gegen Madonna und den Herausgeber des Buches, da es „die Jugend verderbe“. Alle Exemplare des Buches sollten zerstört werden.
- Die Leser des britischen NME Magazine kürten SEX zum „Hype Of The Year“.
- Kritiker bezeichnen das Buch als einen Flop, es erwirtschaftete jedoch einen Netto-Gewinn von 20 Millionen US-Dollar.
- In Internet-Tauschbörsen tauchte das Produktionsvideo von SEX auf: Die Fotosession von SEX wurde komplett gefilmt. Ein Zusammenschnitt dieser Szenen, die im Buch und im Video von Erotica zu sehen sind, sieht man hier in voller Länge, dazu viele Szenen, die bislang nicht zu sehen waren. Das Video ist/war niemals legal erhältlich und wurde in den letzten Jahren bei Internethändlern unter dem Titel The Making Of The SEX Book verkauft.
- Anlässlich der Promotion für ihr Album Erotica und das Buch SEX verbrachte Madonna im Oktober 1992 einige Tage in Hamburg. Der Höhepunkt war eine Party im Alsterpavillon, zu dem Madonna mit einem Boot direkt über die Alster chauffiert wurde.

## Nachwirkungen
Der Bildband SEX war gemeinsam mit dem dazugehörigen Album Erotica und dem kurz darauf gedrehten Erotik-Thriller Body of Evidence der Auslöser für Madonnas größten Karriereknick. Ihre mehrheitlich jugendlichen Fans waren fasziniert, aber durch die Inhalte und verwendete Ästhetik überfordert. Mit Madonnas propagiertem „Sex-Overkill“ konnten sie sich kaum identifizieren. Infolgedessen blieben die Album- und Singlesverkäufe weit hinter den Erwartungen zurück. Erstmals war das Gesetz gebrochen, dass Madonna nur Megahits produzierte.
In Human Nature (1995) besang sie noch ein letztes Mal – in Latex – einen Rückblick auf die Jahre von SEX: 

Did I say something true?
Oops, I didn’t know I couldn’t talk about sex
[I musta been crazy]
Did I have a point of view?
Oops, I didn’t know I couldn’t talk about you
And I’m not sorry [I’m not sorry]
It’s human nature [it’s human nature]

Habe ich etwas Wahres gesagt?
Oh, ich wusste nicht, dass ich nicht über Sex reden könnte.
[Ich muss verrückt gewesen sein]
Hatte ich einen Standpunkt?
Oh, ich wusste nicht, dass ich nicht über dich reden könnte.
Und es tut mir nicht Leid, […tut mir nicht Leid,]
Weil es menschlich ist! […es menschlich ist!]

Die Skandale nach SEX erzielten nicht mehr die erhoffte Wirkung, denn jeder hatte Madonna nun nackt gesehen; Raum für die eigene Phantasie blieb nicht mehr übrig. So tat Madonna in der Folge das einzige, was die Medien noch überraschen konnte: sie gab sich in ihrem Auftreten und ihrer äußeren Erscheinung geradezu züchtig, fast prüde und zugeknöpft bis zum Kinn. Es stand wieder die Musik im Vordergrund: das Balladenalbum Something to Remember und die zurückhaltend-intensive Darstellung in der Musicalverfilmung von Evita folgten.
SEX hatte Madonna in eine Krise gestürzt, die erst 1998, mit dem mit einem Grammy ausgezeichneten Album Ray of Light beendet wurde. Madonnas Sexphase hatte ihre Karriere am stärksten geprägt und sie zum Sexsymbol gemacht – doch sie hatte in dieser Zeit viel an musikalischer Reputation verloren, die sie sich noch 1989 durch das Album Like a Prayer erkämpft hatte.
Heute äußert sich Madonna zu dieser Phase ihres Lebens eher zurückhaltend. In einem Interview räumte sie ein, dass sie mit dem Buch „nur Aufmerksamkeit erregen wollte“, da sie als „größter Weltstar“ alles erreicht hatte. In einem „Anfall von Größenwahn“ habe sie versucht, die Welt zu verändern und sich – und vor allem das prüde Amerika – sexuell zu befreien.
Madonna verhinderte 2002 eine Neuauflage von SEX als Taschenbuch, das zum 10. Jubiläum erscheinen sollte.

## Kritik
Besonders von Seiten der BDSM-Szene erfährt SEX mitunter starke Kritik, weil man der Meinung ist, dass SM lediglich als Marketingmittel missbraucht wurde und die Klischees und Vorurteile über SM bedient wurden. Oft wird stark angezweifelt, dass Madonna selbst überhaupt irgendwelche entsprechenden Neigungen hat. Es gibt jedoch auch SMler, die diese Ansichten prinzipiell teilen, in der ganzen Sache aber trotzdem einen positiven Impuls gesehen haben.